# Microperoryctes
Microperoryctes Stein, 1932 è il genere dell'ordine dei Peramelemorfi che comprende i cosiddetti bandicoot murini della Nuova Guinea, detti anche bandicoot striati. Vi appartengono quattro specie:
- Bandicoot murino, Microperoryctes murina
- Bandicoot striato, Microperoryctes longicauda
- Bandicoot pigmeo degli Arfak, Microperoryctes aplini
- Bandicoot papua, Microperoryctes papuensis